# Montefiore Conca
Montefiore Conca (romanyol nyelven Munt Fior) település Olaszországban, Emilia-Romagna régióban, Rimini megyében. Lakosainak száma 2300 fő (2023. január 1.). Montefiore Conca Gemmano, Morciano di Romagna, Saludecio, Tavoleto, Sassocorvaro Auditore, San Clemente és Mondaino községekkel határos.

## Népesség
A település lakossága az elmúlt években az alábbi módon változott:
| Lakosok száma | 2295 | 2278 | 2300 |
|               | 2017 | 2018 | 2023 |